# Michiyo Taki
Michiyo Taki (jap. 瀧 通世 Taki Michiyo) – japoński piłkarz, reprezentant kraju.

## Kariera reprezentacyjna
W reprezentacji Japonii zadebiutował 29 sierpnia 1927 w meczu przeciwko reprezentacji Filipin.

## Statystyki
| Reprezentacja Japonii | Reprezentacja Japonii | Reprezentacja Japonii |
| Rok                   | Mecze                 | Gole                  |
| --------------------- | --------------------- | --------------------- |
| 1927                  | 1                     | 0                     |
| Razem                 | 1                     | 0                     |